# Roti (pa)
El roti (també anomenat chapati) és un pa pla rodó originari del subcontinent indi que es consumeix a molts països del sud-est asiàtic, del Carib i del sud-est d'Àfrica. La paraula roti deriva de la paraula sànscrita roṭikā, que significa «pa».
Tradicionalment s'elabora amb farina de blat integral molta a la pedra, coneguda com a gehu ka atta, pastada amb aigua. El naan del subcontinent indi, per contra, és un pa amb llevat, igual que el kulcha. Com els pans d'arreu del món, el roti és un acompanyament bàsic d'altres aliments. El roti s'elabora amb una barreja de farina, aigua i, opcionalment, sal i mantega o oli. Els ingredients es pasten per a formar una massa que es deixa reposar. Després es divideix la massa en boles que s'aplanen amb un corró per a formar rotis. Per acabar, es couen els rotis en una tava.

### Subcontinent indi

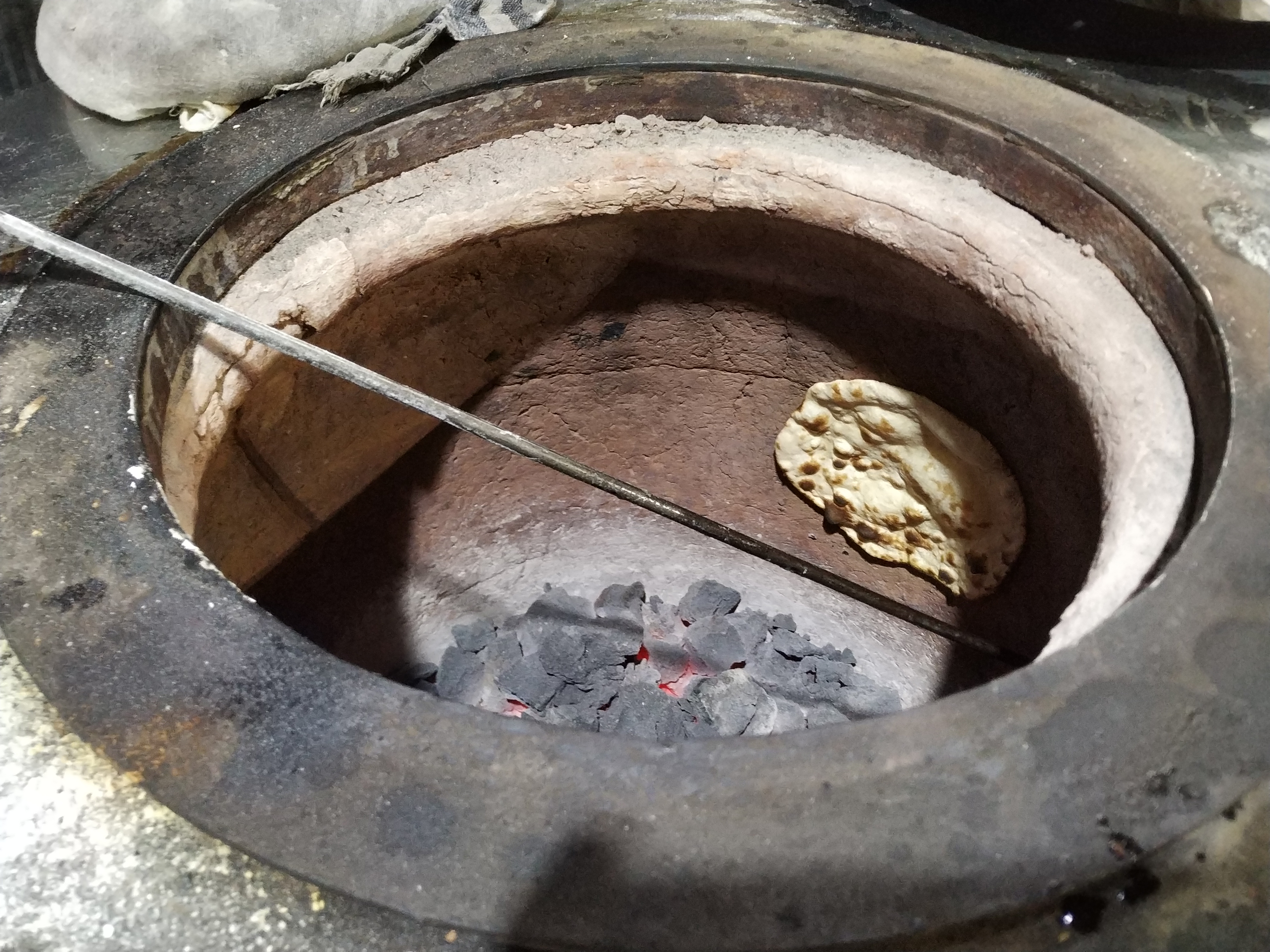
Tandoori roti a Meerut

El roti és un pa pla tradicional del subcontinent indi que sol menjar-se amb verdures cuites o curri. Tradicionalment, els rotis també s'han fet amb farina de mill, blat de moro, sorgo, mill perlat i fins i tot arròs. El tandoori roti es cuina enganxant la massa aplanada a la paret interior d'un forn tandoori, on es cou ràpidament a alta temperatura. Els rotis estan fets de farina de blat integral coneguda com atta, barrejada en una massa amb aigua, oli de cuina i sal opcional en un estri anomenat parat, i es cou en una tava. Es coneix com a phulka en panjabi i seraiki, i maani en sindhi.

#### Sri Lanka
A Sri Lanka hi ha una variant de roti anomenada pol roti, fet de farina de blat i/o farina de mill africà i coco raspat. De vegades, abans de cuinar-los, s'afegeix a la barreja xili verd picat i ceba. Aquests solen ser més gruixuts i durs que altres tipus de roti. Se solen menjar amb curri o algun tipus de sambal o lunumiris, i es considera un àpat principal. Godamba roti és una altra varietat de Sri Lanka que es menja amb curri o també pot servir per a embolcallar un farciment salat.

### Carib
El roti es menja també a les Índies Occidentals, especialment als països amb grans poblacions indocaribenyes com Trinitat i Tobago, Guyana, Surinam i Jamaica. Originalment portat a les illes per treballadors contractats del subcontinent indi, el roti s'ha convertit en un aliment bàsic popular a les cuines culturalment riques d'aquests països. Al Carib, el roti es menja habitualment com a acompanyament de diversos curris i guisats. La forma tradicional de menjar el roti és trencant-lo amb la mà i utilitzar-lo per acompanyar salsa i trossos de carn del curri. El roti wrap és la comercialització de roti i curri junts com a menjar ràpid o menjar de carrer al Carib. Aquesta forma d'emprar el roti com a embolcall es va originar al sud de l'illa de Trinitat. Va ser creat per primera vegada a mitjans de la dècada del 1940 per Sackina Karamath, que més tard va fundar Hummingbird Roti Shop a San Fernando. A Trinitat i Tobago, se serveixen diversos rotis embolcallats, com ara de pollastre, vedella i gambes. El roti d'estil caribeny s'elabora principalment amb farina de blat, llevat en pols, sal i aigua, i es cuina a la tava. Alguns rotis també es fan amb mantega.

### Sud-est asiàtic

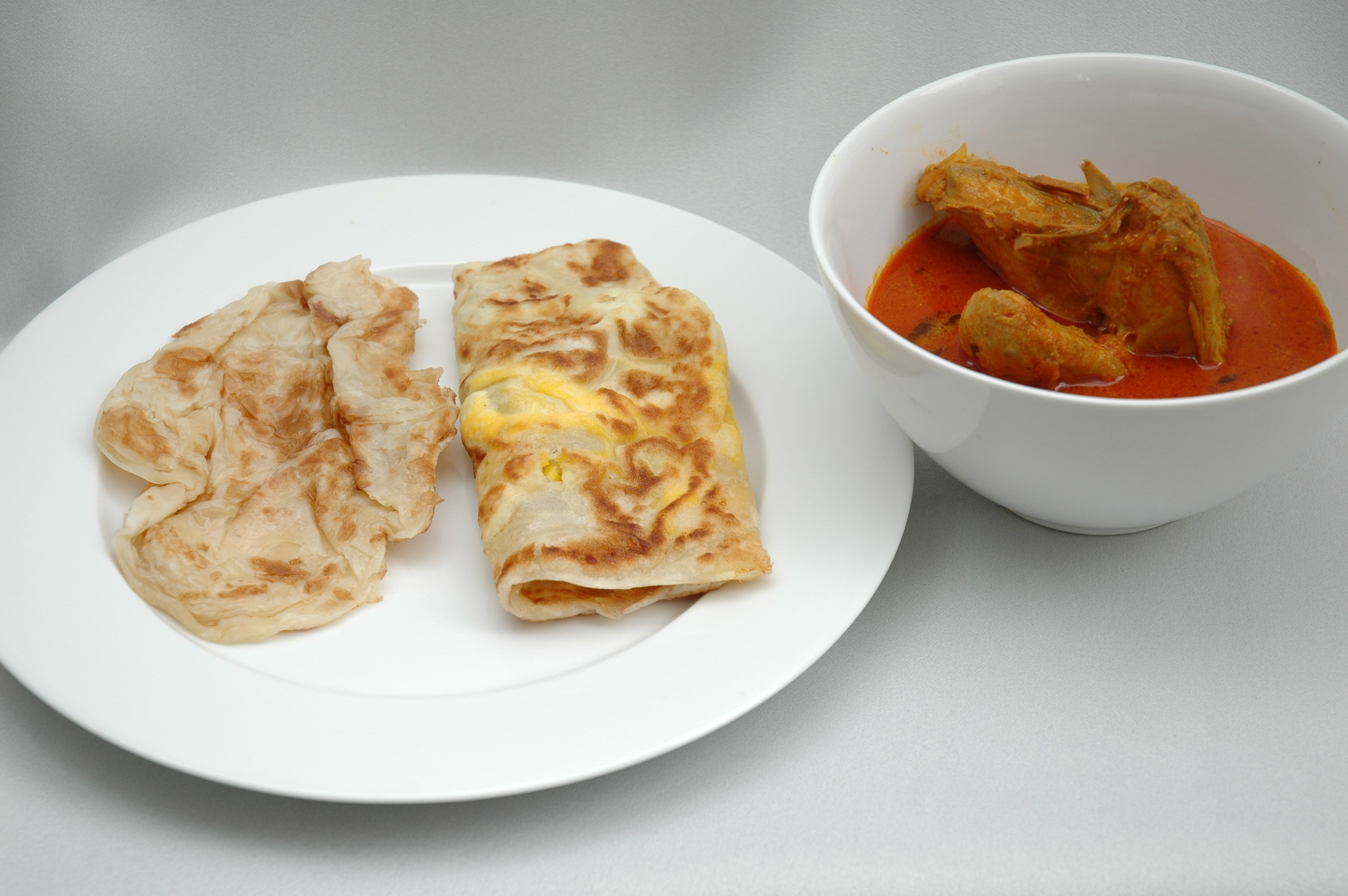
Roti prata amb un bol de pollastre al curri a Singapur

A Indonèsia i Malàisia, el terme engloba totes les formes de pa, inclòs el pa d'estil occidental, així com els tradicionals pans indis. A Tailàndia (โรตี) és un menjar popular de carrer que es pot menjar com a postre o com a guarnició per acompanyar curris. A Cambodja (រ៉ូទី) són unes postres que es venen com a menjar al carrer. És semblant tant a una crep com a una paratha.

### Maurici
De la mateixa manera que en altres països que formaven part de la diàspora índia, el roti va ser introduït a Maurici per migrants indis contractats com a treballadors durant el segle xix, i des de llavors ha estat un element bàsic de la cuina de Maurici i un menjar de carrer comú. El roti es refereix generalment a farata (una pronunciació local de paratha), una crep feta amb farina de blat i aigua. Altres variants són el dholl puri, que és farcit de dal, i ti puri, un roti més petit que es fregeix i se serveix normalment amb set curris diferents. A l'Iran, les dues variants de roti s'anomenen khaboos i lavash.